# 亞蘇卡·譚諾
亞蘇卡·譚諾（英語：Ahsoka Tano）是電影《星際大戰》系列的延伸作品中的虛構人物，以動畫的樣貌在《星際大戰：複製人之戰》系列、《星際大戰：反抗軍起義》和《星球大战：绝地传奇》中出現過，是一名女性的托古塔人，被普洛·昆發覺後加入絕地組織，曾是絕地武士安納金·天行者的學徒。她天资卓越，善良无私，爱憎分明，足智多谋，在克隆人战争中为共和国立下汗马功劳。但后来在绝地圣殿爆炸事件后，她因为对绝地议会的伤心失望而离开绝地组织且始終未恢復絕地身份（後以參事身份領導501軍團332連直至66號密令發生），这成为师父安納金·天行者投向黑暗面的原因之一。66号密令事件中，亞蘇卡在501軍團指揮官雷克斯（Captain Rex，CT-7567）的幫助下得以逃脫，后来加入了义军反抗帝国暴政，起到了重要作用。在马拉科（Malachor）星，她在西斯神殿内与已经堕落的师父达斯·维德交战，后来神殿爆炸，维达负伤离开，阿索卡因艾斯納・包力格的介入幸免于难，並隨後進入世界中的世界World Between Worlds。銀河內戰後與薩賓・連尋找在解放洛塔戰役消失的艾斯納。她广受观众喜爱，并已有个人传记小说出版。2023年8月，以阿索卡·塔诺为主角的真人影视剧《阿索卡》于Disney+上线。

## 生平

### 早期
她出生於36BBY（Before Battle of Yavin），最初由絕地大師普洛昆在襲麗（Shili）星球發掘，並將她帶到絕地聖殿受訓，在複製人之戰期間跟著師父四處征戰，因為天賦異稟所以14歲便成為絕地學徒（通常為16歲）。她原本应成為歐比王·肯諾比的學徒，但尤達大師將她分配給安納金，希望藉由教導亞蘇卡能促使安納金更成熟穩重。安納金·天行者把她當成自己的妹妹教導，亞蘇卡和佩咪·艾米達拉關係親密，並在佩咪被暗殺時救過她一命。亞蘇卡知曉安納金和佩咪互相爱慕，但不知道他們倆已結為夫妻。
受到安納金·天行者的影響，亞蘇卡不喜歡循規蹈矩，也繼承了安納金·天行者和歐比王的足智多谋，作戰方式十分像安納金·天行者。雖然絕地武士禁止任何形式的羈絆和情感，但和師父一樣，亞蘇卡也曾經一度陷入愛情而無法自拔，在複製人之戰期間因為護送佩咪·艾米達拉到分離主義星球進行秘密和談，而結識拉克斯·邦泰瑞（Lux Bonteri）。相識之初，亞蘇卡因為絕地武士的身分而不喜歡身為分離主義議員之子的拉克斯，但深談後發現分離主義統治下的人和自己沒有那麼不同，而且整場戰爭也不像自己認知的那麼單純。後來拉克斯的母親被杜庫伯爵暗殺，導致他走向分離主義勢力的对立面，並渴望杀死杜庫伯爵为母亲報仇。在一場共和國和分離主義的和談中，拉克斯現身指控杜庫伯爵的所作所為，但他很快地就被分離主義的官員強行帶走，負責保護佩咪·艾米達拉的亞蘇卡離開會場拯救了拉克斯。再次相見时，亞蘇卡對拉克斯已心生好感，亞蘇卡想將拉克斯帶回科洛桑，希望讓拉克斯尋求共和國和絕地武士團的政治庇護，但拉克斯用電擊器電暈了亞蘇卡，並開星艦前去投奔死神衛（Death Watch）。后来两人经历了一些历险后，逃脱了死神卫，并成功领导了Onderon起义。拉克斯加入了共和国，成为Onderon在共和国的议会代表。
她曾在Mortis星球上短暫死亡過，因被原力之子（黑暗原力的化身）力量影響而唤醒內心的黑暗面，使她轉而攻擊師父安納金天行者和师祖歐比王，並在利用價值殆盡時被原力之子殺死，但隨後在安納金天行者的乞求下，原力之女（光明原力的化身）临终前用自己的生命力量復活了亞蘇卡。她在複製人戰爭期間立下許多戰功，但在战争后期，她被誣陷炸絕地聖殿，而绝地議会在没有进行认真调查和公平审判的情况下，不给她申辩的机会，就将她逐出绝地组织，她差點遭到共和國法庭處死。後來安納金·天行者找到真兇是巴里斯·歐非而洗清她的冤屈，雖然絕地議會承諾只要她願意回到絕地武士團就直接讓她晉升絕地騎士（Jedi Knight），但她认为绝地議会不信任她，只有安納金信任她不足以让她重回绝地武士团；温杜大師等不愿承认错误、深刻检讨，而是以傲慢的态度文过饰非，也让她对绝地组织感到心寒。所以她最终选择离开了绝地武士团。在安纳金执意挽留阿索卡时，阿索卡表示自己知道安纳金有离开绝地组织的想法。安纳金一直把亞蘇卡视作妹妹，绝地议会对她犯的错误令安納金心中對绝地體制的不满大大加深，在他心中留下一道傷痕，成為他日後墮入黑暗面的原因之一。
之後因達斯魔被達斯·西帝重創並囚禁，而且自己在逃出後集結各個黑道勢力和曼達洛人死神衛所組成的「闇穎集團」(Shadow Collective)，先後被分離主義和共和國削弱，這使得達斯魔帶著殘存且效忠於自己的曼達洛人部隊集結到曼達洛星，而此舉讓亞蘇卡暫時跟安納金團聚，並與博-卡坦·克里茲一起請求絕地和共和国幫助，然而絕地和共和国決定幫忙對抗達斯魔並奪回曼達洛。而雷克斯上尉向阿索卡展示了332 連，這是阿索卡將要指揮的一個新的克隆人營，爾後安納金·天行者歸還亞蘇卡之前所遺失的光劍。而在這時歐比王·肯諾比表示收到來自科羅森的緊急通訊由於帕爾帕廷議長被格里弗斯將軍綁架，使其艦隊被迫返回科洛桑。
在返回科洛桑前，天行者把被提升為指揮官的雷克斯和 501 軍團的 332 連留在曼達洛，協助亞蘇卡與博-卡坦·克里茲抓捕摩爾。之後亞蘇卡在決鬥中擊敗了達斯魔並成功地抓住了他。這場戰鬥最終以共和國的勝利而告終。雷克斯和他的手下也逮捕了加爾·薩克森和其餘的曼達洛人死神衛的隊員。在圍攻結束後，達斯魔被帶到了狩獵者級滅星艦“Tribunal”上並準備返回科洛桑。可在返回科羅森的路上，第66號密令（Order 66）卻在這時啟動，複製人士兵開始朝亞蘇卡開火，迫使阿索卡放走了達斯魔，試圖製造混亂，而雷克斯則隨後透過亞蘇卡幫助下解除第66號密令（Order 66）對自己的控制，但卻因達斯魔把滅星者的超空間引擎給摧毀，使滅星者整個癱瘓脫離超空間並朝一個衞星表面墜落，使雷克斯和阿索卡邊要避開了複製人士兵，還要跟達斯魔搶飛船。最後因雷克斯最終成功地駕駛到一架Y翼戰機，逃離了滅星者並救到了阿索卡，讓兩人躲過這場浩劫，並替死去的複製人士兵同袍建立墳墓。之後兩人偽造了自己的死亡，並且暗中去那卜參加佩咪的葬禮後分開行動，離開那卜星後以假名Ashla繼續生存。

### 帝国时期
後來，在絕地大屠殺（Order 66）中存活下來的她加入反抗軍，並化名以“法昆（Fulcrum）”的名义援助义军。躲过66号密令后，她不知道师父已经堕落，通过光明面原力寻找不到师父熟悉的存在，以为师父与其他绝地一样死于绝地屠杀。在幽靈小隊（Ghost Crew）擊敗審判官後，她向他們揭示了自己的真實身分。亞蘇卡此時已經31歲左右，因為前絕地武士的身分，給予艾斯納·包力格（Ezra Bridger）和肯南·賈奴斯（Kanan Jarrus）不少教導和幫助（肯南雖然是艾斯納的絕地師父，但因為絕地大屠殺（Order 66）他師父德帕·比拉巴戰死，所以他自己也只有完成一半的絕地學徒訓練，但亞蘇卡離開時訓練已經非常接近完成，並久经战阵，所以肯南時常尋求亞蘇卡的意見或幫助）。当她通过原力感知到达斯·维达可能就是安納金·天行者后，心中对自己当年的离去十分后悔，但她并没有把这一秘密告知任何人。後來，她在马拉寇爾星上为了拯救肯南和艾斯纳师徒，和達斯·維達在西斯神殿中決鬥。這場戰鬥中，亞蘇卡确认了達斯·維達便是自己的恩師安納金·天行者。艾斯纳·包力格两年后重回洛塔絕地聖殿並闯入时空之门，干预了两人的决斗，拯救了即将死于维达剑下的阿索卡。她在神殿爆炸后回到马拉寇爾星。

### 新共和國时期
在安鐸之役之後，亞蘇卡造訪路克·天行者所重建的新絕地學院所在的星球。
阿索卡在安鐸之役后一直在寻找索龍元帥和艾斯納·包力格的下落，在卡洛丹城抓捕摩根·艾爾斯貝特后，拿到藏有索龙可能潜藏地的星际地图。之后阿索卡前往洛塔星上找弟子薩繽·雷恩，请后者帮忙解锁星际地图。
之后在一次与贝蓝·史高的对决中因受到重创而陷入了异空间“世界之间的世界”，重遇上已故的师父安纳金·天行者。安纳金指出了阿苏卡在之前的失败某种程度就是被过去的记忆缠绕所导致的后果，并以“最后的一课”的两人对决、以及用过去在克隆战争时期的回忆点滴和堕落至黑暗面的自己教授阿苏卡。使她最终不再受过去的阴影：因两人在当年战争中被迫分离和决意退出绝地间接导致阿纳金自身的堕落的痛苦回忆所影响，重新振作的阿索卡最后胜过阿纳金并选择继续活下去以完成绝地武士的使命，感到欣慰的阿纳金对徒弟仍抱希望后就消失。
在普利迪亚星找到了索龙和艾斯納·包力格，虽然艾斯納回家了，但是索龙最后也逃跑了。
在最後的絕地武士芮與復活的皇帝達斯·西帝展開最後決戰、出於生死關頭時，仍然存活的亞蘇卡與過往歷代偉大的絕地武士的絕地英靈一同發聲借給芮力量，幫助她成功反擊擊敗皇帝並將其徹底消滅。

## 个性
与堕落前的师父安纳金·天行者相似，绝地学徒时期（约14~17岁）的阿索卡·塔诺不像传统的（如欧比旺般）平和而仁慈的绝地，她感情丰富强烈，爱恨分明、善良无私、忠诚勇敢，但也冲动易怒、倔强自负，时常违抗自己认为不明智的命令。她急躁冒进（snippy）的性格，让师父安纳金给她起了个“Snips”的绰号（她不喜欢该绰号）。像师父一样，她十分具有侵略性，积极作战，并且喜欢用简单粗暴而往往不被绝地允许的方式（如恐吓威胁），达成自己（正义的）目的。随着时间推移，战争的磨炼让她逐渐成熟，她对共和国的热爱与奉献、对和平的向往与奋斗则始终如一。
作为青春期的女孩，她与原属分离势力的Lux Bonteri产生了朦胧的爱情，但最终没有结局。像师父一般，她身经百战，立下无数战功，尤其是在Onderon起义的胜利中，起到了关键作用。安纳金视她为妹妹，对她有着强烈的信任与关爱。但她比师父安纳金·天行者更加超脱而智慧，通过绝地圣殿爆炸事件后绝地议会的表现，感受到了绝地组织内部存在的严重问题，不顾众绝地大师尤其是师父的挽留，决定离开绝地组织。她十分敏锐，没有被自己对师父强烈的情感所蒙蔽，而是在离开绝地组织前就感受到了师父内心有强烈的黑暗面倾向（并且感到师父在自己心中也种下了黑暗面的种子），预感到继续做他的学生会给自己带来严峻的危险。
在《星際大戰：反抗軍起義》中再度登场的阿索卡，已经是31岁左右的青年女性。她比年轻时更加沉稳成熟，而依然善良无私、坚强果敢，为反抗帝国暴政、追求自由和幸福而参加了义军。她得知达斯·维达就是堕落后的师父后，感到震惊、悲伤而悔恨，知道自己在关键时期离开了绝地和师父，对师父的堕落应负有一定责任。她希望弥补年少时的过失，让师父重返光明面。在马拉科星的决斗中，面对已经极端危险的达斯·维达，她冒着生命危险拯救了肯南（Kanan Jarrus）和艾斯纳（Ezra Bridger）师徒，并对维达表示，自己这一次不会再离开他，但维达不为所动，执意要杀死她。

## 其他
她本僅以動畫的樣貌在《星際大戰：複製人之戰》系列和《星際大戰：反抗軍起義》中出現過，後則在《星際大戰：曼達洛人》和《亞蘇卡》影劇中由罗莎里奥·道森飾演。已有亞蘇卡的個人小說出版，交代亞蘇卡從離開絕地武士團到在《星際大戰：反抗軍起義》現身這段期間的故事。亞蘇卡廣受粉絲喜愛，可能為星戰電視劇中最受歡迎的動畫原創角色。
她光劍戰型是屬於第四型（Form IV）Ataru，Ataru為速度型，講求光劍的攻擊速度和運用身體的各個部位進行攻擊，少年亞蘇卡因為較為矮小的身材和敏捷的身手故修習第四型，在不少次戰鬥中，可以看到亞蘇卡使用Ataru最典型的起手式，從天而降（使用原力跳躍後，從天而降攻擊對手），另外因為安納金·天行者是第五型的大師，所以她對Djem So也有一定程度的掌握，亞蘇卡握光劍的方式為較少見的Shien反握，並在安納金·天行者建議下修習雙手光劍的技巧，離開絕地武士團後改用雙手白色光劍（原本的綠色光劍已在被遭誣陷遭追捕時遺失，但後來被安納金找回，並將光劍顏色改為藍色, 在曼達洛包圍戰前, 將之交還給正欲追捕達斯魔的亞蘇卡, 而後在絕地大屠殺時，亞蘇卡把光劍放在自己的假墳墓裡，讓帝國以為自己已經遇害，后来光剑被维达找到），藉以表明自己既非絕地也非西斯的身分。
值得一提的是，亞蘇卡來自一支充滿優異絕地武士的傳承分支：尤達 > 杜庫伯爵 > 魁剛·金 > 歐比王·肯諾比 > 安納金·天行者 > 亞蘇卡·譚諾。她曾經和銀河系內最強大的幾個劍客交過手，包括阿莎潔·凡翠斯、格里弗斯将军、帝國判官們、達斯·魔和她堕落後的師父達斯·維達。
反抗軍起義製作人Dave Filoni表示亞蘇卡在《星際大戰：反抗軍起義》中的服裝是以日本武士為設計原型，其光劍外型也類似武士刀。

## 師徒

### 師父
- 普洛昆 （早期）
- 安纳金·天行者（主要）

### 啟蒙老師
- 尤達

### 徒弟
- 肯南·賈奴斯（非正式弟子）
- 艾斯納·包力格（非正式弟子；是肯南·賈奴斯的正式学徒）
- 薩賓·雷恩